# サンタスザーナ野外実験所
サンタスザーナ野外実験所(Santa Susana Field Laboratory)は、1947年にアメリカ政府と提携した民間企業が設立したカリフォルニア州ロサンゼルス市郊外約50kmのシミバレーにあった1150ヘクタールの広大な総合研究施設である。1949年から2006年までスペースシャトルの液体推進ロケットを、1953年から1980年まで原子炉を、1966年から1998年まで液体金属炉の研究を行っていた。当研究所では10基の原子炉があったが、原子炉は80年までに全て解体されており、跡地は航空大手のボーイングが所有している。

## 燃料棒溶融事故
第4地区で1957年からロケットダイン社、後にアトミックス・インターナショナルがナトリウム冷却原子炉の運用を行っていた。
1959年7月13日 午後6時30分から26日までの2週間にわたり、テトラリンの漏洩から冷却不能となり燃料棒が溶融した。カリフォルニア州議会の委託を受けた公的研究によると、43本中13本が溶融し、1500-6500キュリーのヨウ素131と1300キュリーのセシウム137が環境中に放出されたとされる。スリーマイル島原子力発電所事故では17キュリーのヨウ素131と大量の放射性希ガスを放出し、セシウムは放出しなかったので、この事故は世界最大の原子力事故のひとつだといえる。ずっと機密であったが、1979年にUCLAの学生が資料を調べ事故を発見した。1989年に米エネルギー省が報告書を作成した。
1960年9月 原子炉の運転が再開されたが、1964年に閉鎖された。
2010年12月 原子力施設の解体後も周辺で放射性物質の検出が続いたため近隣住民は完全な除染が必要だと主張しアメリカ政府と折衝。放射性物質の抜本的な除去を行うことがようやく決まった。
2011年 アメリカ環境保護庁（EPA）は自然レベルより高いセシウムを検出した。2012年9月までに汚染実態を把握し、2017年までに除染を終える予定としている。